# Veselin Vujović
Veselin Vujović (Serbio: Веселин Вујовић, Cetiña, Yugoslavia, en la actualidad Montenegro, 18 de enero de 1961) es un exjugador de balonmano de la selección yugoslava y actual entrenador de la selección de balonmano de Catar.
Ha sido uno de los mejores jugadores de balonmano de la década de los 90 que han pasado por la liga ASOBAL. Tras su retiro como jugador profesional se dedicó a la dirección de banquillos de clubes como el BM Ciudad Real o la selecciones de Yugoslavia, posteriormente Serbia y Montenegro.
Como entrenador logró que la Selección de balonmano de Eslovenia lograse el bronce en el Campeonato Mundial de Balonmano Masculino de 2017.

## Clubes

### Como jugador
- 1980-88  Metaloplastika Sabac
- 1988-93  FC Barcelona
- 1993-95  BM Granollers

### Como entrenador
- Metaloplastika Sabac (1995-1999)
- Selección de balonmano de Yugoslavia (1999-2000)
- Balonmano Ciudad Real (2000-2003)
- Selección de balonmano de Serbia y Montenegro (2003-2006)
- RK Vardar (2006-2009)
- Selección de balonmano de Macedonia (2007)
- Al Sadd (2010)
- RK Vardar (2011-2013)
- Al Shabab (2013-2014)
- RK Zagreb (2014-2016)
- Selección de balonmano de Eslovenia (2015-2019)
- RK Zagreb (2019- )

## Palmarés individual
- 1989: IHF Jugador del Año
- 1 Deportista del Año de Yugoslavia
- 2 Jugador de Balonmano del Año de Yugoslavia

## Palmarés selección
- Medalla de oro en Juegos Olímpicos de Los Ángeles 1984
- Medalla de oro en el Mundial de Balonmano de Suiza 1986
- Medalla de bronce en Juegos Olímpicos de Seúl 1988
- Medalla de bronce en Campeonato Europeo de Balonmano Masculino de 1996 en España

## Palmarés clubes
- 3 Copas de Europa: 1984–85, 1985–86 y 1990–91
- 2 subcampeonatos Copa de Europa: 1983–84 y 1989–90
- 1 Copa EHF: 1994–95
- 7 Ligas yugoslavas: 1980–81, 1981–82, 1982–83, 1983–84, 1984–85, 1985–86 y 1986–87
- 4 Ligas Asobal: 1988–89, 1989–90, 1990–91 y 1991–92
- 1 Copa del Rey: 1989–90

## Palmarés como entrenador
- BM Ciudad Real
  - 1 Recopa de Europa: 2001–02

- Selección de Yugoslavia
  - 4º Juegos Olímpicos de Sídney 2000

- Serbia y Montenegro
  - Campeón del Mundo Juvenil 2004
  - 2º Mundial Junior de Balonmano de Hungría 2005
  - 6º Europeo de Balonmano de Eslovenia 2004
  - 5º Mundial de Balonmano de Túnez 2005
  - 9º Europeo de Balonmano de Suiza 2006

- Eslovenia
  - Bronce en el Campeonato Mundial de Balonmano Masculino de 2017

## Consideraciones personales
- En 2025, en su II Edición, entró a formar parte del "Hall of Fame" (Salón de la Fama) de ASOBAL.